# (pronounced 'lĕh-'nérd 'skin-'nérd)
(pronounced 'lĕh-'nérd 'skin-'nérd) (ook geschreven als Pronounced Leh-nerd Skin-nerd of Pronounced Leh-Nerd Skin-Nerd) is het debuutalbum van de Amerikaanse southern rockband Lynyrd Skynyrd, uitgebracht op 13 augustus 1973. Een van de bekendste nummers van het album is "Free Bird", het nummer dat de nationale doorbraak van de band werd. In 2003 werd het album geplaatst op nummer 403 van de lijst The 500 Greatest Albums of All Time van het magazine Rolling Stone.

## Nummers

### Originele uitgave
| Nr. | Titel             | Schrijver(s)                        | Duur |
| --- | ----------------- | ----------------------------------- | ---- |
| 1.  | I Ain't the One   | Gary Rossington, Ronnie Van Zant    | 3:53 |
| 2.  | Tuesday's Gone    | Allen Collins, Rossington, Van Zant | 7:32 |
| 3.  | Gimme Three Steps | Collins, Van Zant                   | 4:30 |
| 4.  | Simple Man        | Rossington, Van Zant                | 5:57 |

| Nr. | Titel           | Schrijver(s)                   | Duur |
| --- | --------------- | ------------------------------ | ---- |
| 1.  | Things Goin' On | Rossington, Van Zant           | 5:00 |
| 2.  | Mississippi Kid | Al Kooper, Van Zant, Bob Burns | 5:36 |
| 3.  | Poison Whiskey  | Ed King, Van Zant              | 3:13 |
| 4.  | Free Bird       | Collins, Van Zant              | 9:18 |

### 2001 CD-heruitgave bonus tracks
| Nr. | Titel                    | Schrijver(s)                  | Duur  |
| --- | ------------------------ | ----------------------------- | ----- |
| 9.  | Mr. Banker (Demo)        | Rossington, Van Zant, King    | 5:23  |
| 10. | Down South Jukin' (Demo) | Rossington, Van Zant          | 2:57  |
| 11. | Tuesday's Gone (Demo)    | Rossington, Collins, Van Zant | 7:56  |
| 12. | Gimme Three Steps (Demo) | Collins, Van Zant             | 5:20  |
| 13. | Free Bird (Demo)         | Collins, Van Zant             | 11:09 |